# Fillans kommun
Fillans kommun (norska: Fillan kommune) var en kommun i Sør-Trøndelag fylke i Norge. Tätorten Fillan utgjorde kommunens centralort.

## Administrativ historik
Fillans kommun upprättades den 1 januari 1886 genom utbrytning ur Hitra kommun. Kommunen omfattade då de östra och södra delerna av den nuvarande kommunen och hade 2 241 invånare vid upprättandet.
Den 1 juli 1914 bröts Sandstads kommun ut ur kommunen som då minskade från 2 490 invånare före delningen till 1 543 invånare efter. Den återstående delen omfattade den nordöstra delen av nuvarande Hitra kommun.
Den 1 januari 1964 gick Fillans kommun, tillsammans med kommunerna Kvenvær och Sandstad, åter upp i Hitra kommun. Kommunens hade då 1 759 invånare.

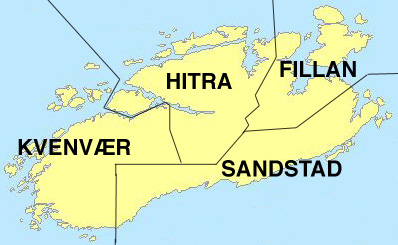
Karta över de kommuner som 1964 lades samman till nuvarande Hitra kommun.